# Formica alsatica
Formica alsatica é uma espécie de formiga do gênero Formica, pertencente à subfamília Formicinae.